# Кундудо (гора)
Кундудо — высшая точка горного хребта Ахмар Эфиопского нагорья,  расположенная в регионе Оромия Эфиопии. Высота горы достигает 2965 метров.
Вершина горы лежит к востоку от стены города Харэр, с высоты около 3000 метров. Гора имеет огромные пещеры, а в южной части имеет старинные гравюры, которые не были известны до 2008 года. Гора представляет собой пастбище в тринадцать гектаров и является местом обитания оставшихся диких лошадей в Восточной Африке. 
Ниже Кундудо расположены населённые пункты. Также неподалёку находится храм и особая конструкция мечети.

## История
Гора была упомянута британским исследователем Ричардом Бёртоном, его команда путешествовала вдоль северного подножия в январе 1854 года.
13 февраля 2009 года группа из шести итальянских и французских спелеологов изучая гору вновь обнаружили пещеру. Пещера классифицируется среди пяти лучших на континенте и является единственной в Эфиопии, которая содержит различные виды полезных ископаемых, сформированных в пещере.

## Галерея

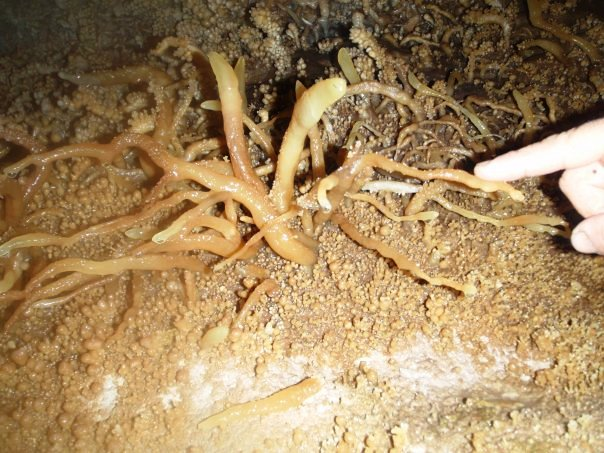
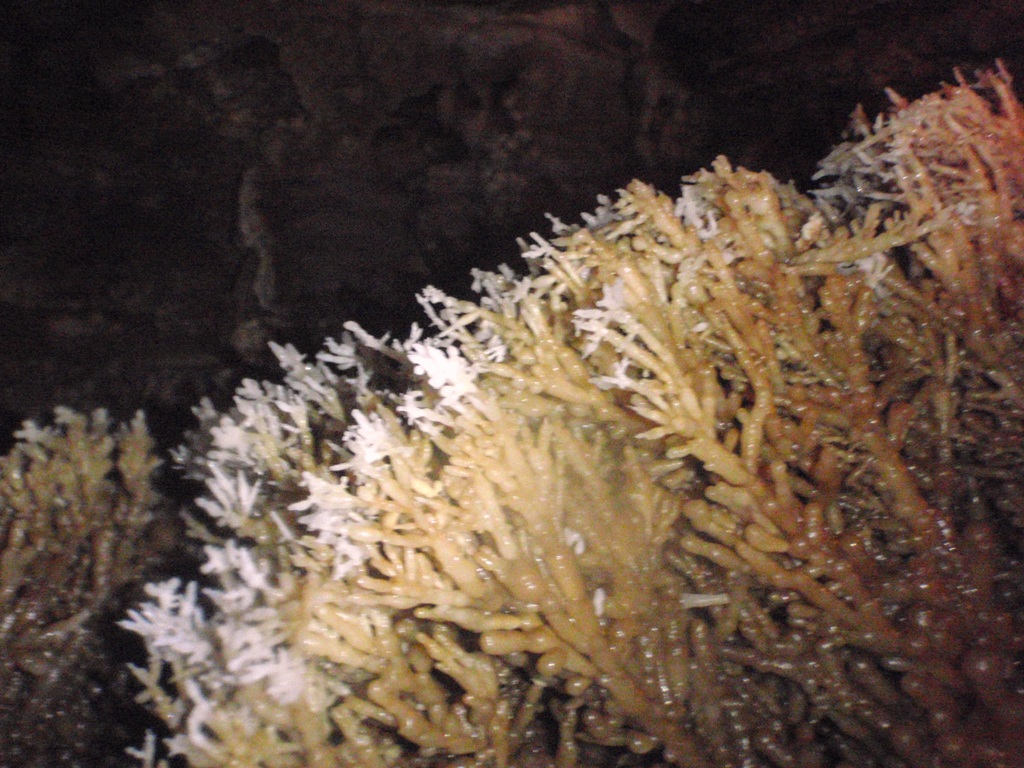
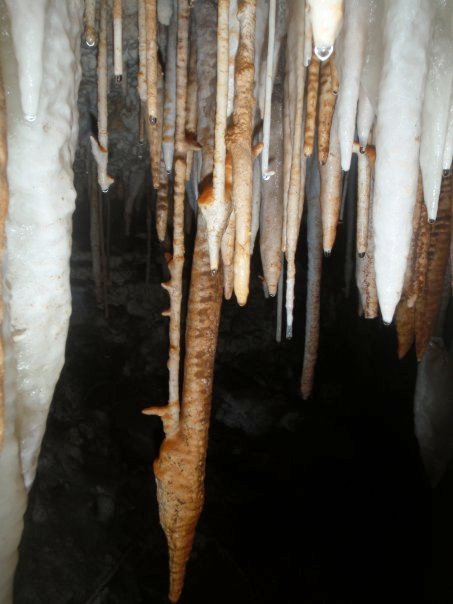
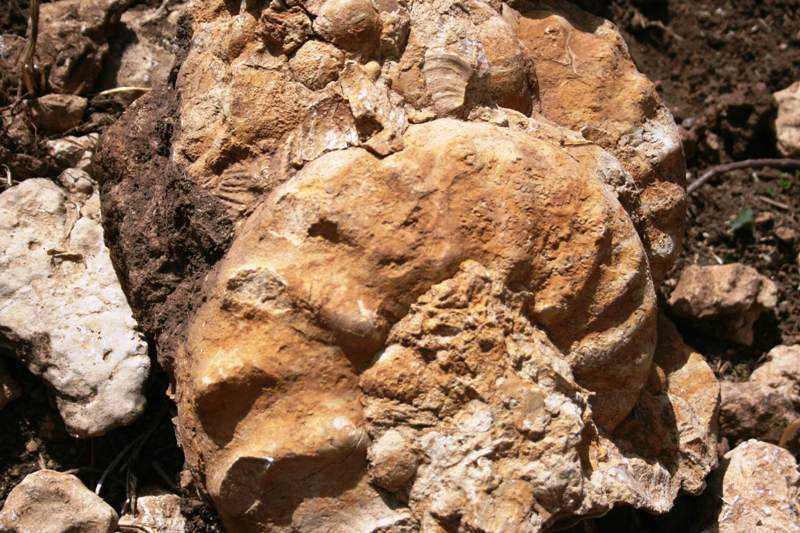
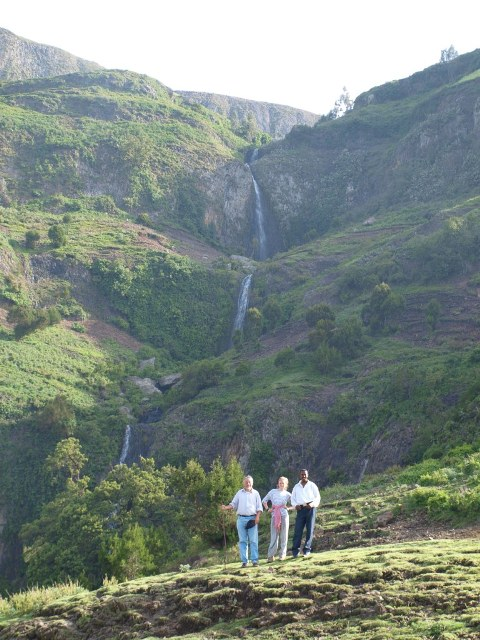
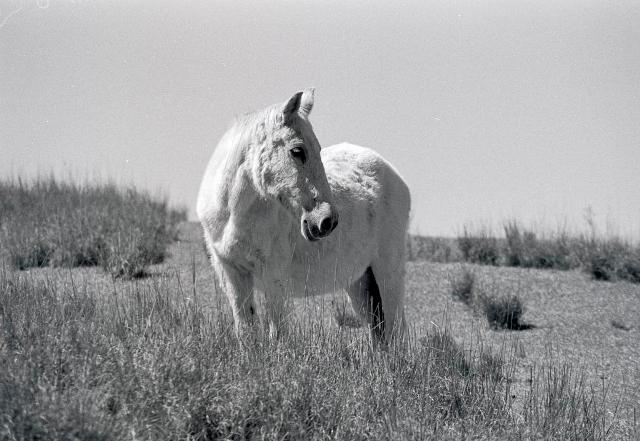
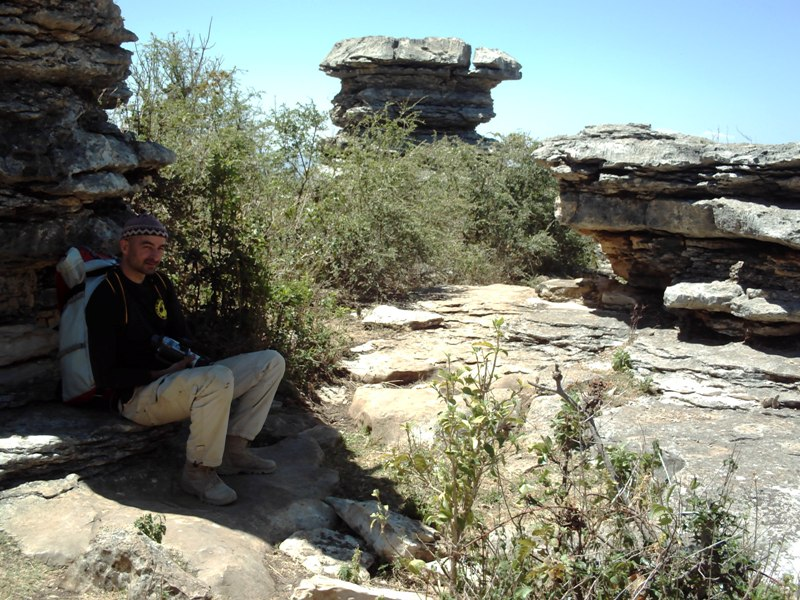